# جون وليام بارك (ضابط)
جون وليام باركر هو ضابط أمريكي برتبة عميد خدم خلال الحرب العالمية الأولى. وُلد جون في 25 ديسمبر عام 1872 ، وتُوفي في 14 مايو 1924.

## حياته المُبكرة
وُلد جون في سيراكويز بولاية نيويورك. تخرج من الأكاديمية الأمريكية العسكرية في المرتبة التاسعة وأربعين من أصل أربعة وخمسين طالبًا عام 1894.

## حياته المهنية
تم تكليف جون للخدمة في فرقة المشاة التاسعة، ثم تمركز في ميناء ساكيت في نيويورك وتم نقله لاحقًا إلى فرقة المشاة الثالثة في حصن سنيلينغ حيث عمل لمدة ستة عشر عامًا. وخلال الحرب الإسبانية الأمريكية، كان يخدم في سانتياغو حيث أُصيب بالحمى الصفراء وتم إرساله إلى المنزل باعتباره غير قادر على أداء مهامه. وبعد العودة إلى الولايات، تم تعيينه في منطقة التجنيد في نورفولك بولاية فرجينيا قبل الذهاب إلى الفلبين مع فوجه. وقضى بعد عودته من الفلبين عدة سنوات في حصن توماس بولاية كنتاكي، ثم ذهب إلى كل من حصن سيوارد بولاية ألاسكا، وحصن لويس بواشنطن.
كان جون في الفلبين في وقت ثورات مورو، وفي ليلة عيد الميلاد لعام 1907، أصيب بجروح بالغة في مدينة زامبوانجا وأمضى ستة أسابيع في المستشفى.
بعد عودته مرة أخرى من الفلبين، ذهب باركر إلى مدرسة الخط في فورت ليفنوورث بولاية كانساس، حيث تخرج مع مرتبة الشرف. وعندما اندلعت الحرب العالمية الأولى، أصبح باركر ملحقاً للسفير الأمريكي في باريس. عيّن الرئيس ويلسون جون مراقبًا محايدًا، حيث كان يتابع تحركات الجيش الفرنسي في الجبهة يإذن من وزارة الحرب الفرنسية. وعندما وصل الجنرال بيرشينغ في ربيع عام 1917، حصل جون على رتبة مقدم وقاد فرقة المشاة 165. تمت ترقية باركر إلى رتبة عميد في الجيش الوطني في ربيع عام 1918.
وخدم في مكتب القائد العام بعد الحرب حتى تقاعده.

## الجوائز
حصل باركر على وسام النجمة الفضية نظير خدماته في كل من كوبا والفلبين.

## الوفاة والإرث
تًوفي جون ويليام باركر عن عمر يناهز الواحد وخمسين في 14 مايو 1924. تم منحة رتبة عقيد من خلال قانون الكونغرس في يونيو 1930.

## فهارس
- Davis, Henry Blaine. Generals in Khaki. Raleigh, NC: Pentland Press, 1998. (ردمك 1571970886) 231779136
- Pershing, John J., and John T. Greenwood. 2013. My life before the World War: 1860-1917 ; a memoir. Lexington, Kentucky: Univ. Press of Kentucky. (ردمك 9780813141978) 859376304